# Этамп, Жак д’
Жак д’Этамп (фр. Jacques d'Étampes; ок. 1590, Мон-Сен-Сюльпис — 20 мая 1668, Мони), маркиз де Ла-Ферте-Эмбо и де Мони — французский военачальник и дипломат, маршал Франции.

## Биография
Сын Клода д’Этампа, сеньора де Ла-Ферте-Эмбо, капитана гвардии герцога Алансонского, и Жанны Отмер, дамы де Мони, внук маршала Отмера.
Сеньор де Сальбри, дю Мон-Сен-Сюльпис, де Вильфарго, и прочее.
Начал службу в 1610 году как прапорщик жандармов Месье, в том же году участвовал в осаде Юлиха, сдавшегося маршалу Лашатру 1 сентября. Во время гражданской войны участвовал во взятии Сент-Мену (26.12.1616), Шато-Порсьена (29.03.1617), Ретеля (16.04.1617) и осаде Суассона, открывшего ворота в конце месяца, после получения известия об убийстве маршала д’Анкра.
Младший лейтенант жандармов Месье (6.05.1620), 7 августа атаковал укрепления сторонников Марии Медичи в Пон-де-Се, затем сопровождал Людовика XIII в Беарн.
Кампмаршал (6.05.1621), участвовал в осадах Сен-Жан-д’Анжели, сдавшегося 23 июня, Нерака (7 июля), Клерака, взятого при помощи блокады 4 августа и Монтобана, осада которого была снята 2 ноября. Во время последней осады разбил отряд гугенотов, шедший на помощь крепости, взял в плен командира, восьмерых капитанов и 200 солдат. В 1622 году служил в армии герцога Немурского, действовавшей против графа Мансфельда.
Капитан-лейтенант роты жандармов Месье (22.04.1626), вакантной после отставки маршала Орнано. 26 сентября был назначен наследником сьёра де Шиверни в должности губернатора Орлеана. Первый камергер герцога Орлеанского (19.12.1626). Внёс вклад во взятие Ла-Рошели (28.10.1628) и, в качестве генерал-кампмейстера лёгкой кавалерии, в осаду Прива, оставленного жителями 27 мая 1629.
В ходе войны за Мантуанское наследство в бою при Вейяно 10 июля 1630 маркиз с одной ротой атаковал трёхтысячный отряд неприятеля, убил девять сотен, взял в плен три сотни и четырнадцать знамён. Командовал всей жандармерией во время похода маршалов Шомберга, Лафорса и Марийяка на помощь Казале. Испанцы отвели свои войска незадолго до подхода французской армии. Этамп доставил в город подкрепления и провизию, а также изгнал из Казале подозрительных.
После вступления Франции в Тридцатилетнюю войну сражался в битве при Авене 20 мая 1635. В ходе осады Корби герцогом Орлеанским и графом де Суассоном командовал тысячей пехотинцев и тремя тысячами шеволежеров. Крепость сдалась 10 ноября 1636.
18 августа 1637 передал роту жандармов Месье своему сыну. Под командованием кардинала Лавалета отправился осаждать Ландреси, который был взят 26 июля, и Ла-Капель, возвращённую 21 сентября.
При переформировании кавалерийских рот в полки маркиз 24 января 1638 получил полк своего имени. Содействовал отвоеванию Ле-Катле (14.09.1638), деблокированию Музона (21.06.1639), завоеванию Ивуа (2.08.1639).
В 1641—1643 годах был послом в Англии. Сумел помешать отправке на континент 14 тысяч ирландцев, нанятых Испанией для отправки на помощь осаждённому Перпиньяну. В свою очередь навербовал в Англии и Шотландии шесть тысяч человек на королевскую службу. По возвращении во Францию 11 августа 1643 был назначен генерал-полковником шотландцев.
При осаде Гравелина, преодолев упорное сопротивление противника, навёл мост через оба рва. Город капитулировал 26 июля 1644. После смерти маркиза д’Омона 21 ноября был назначен генеральным наместником в Орлеанне, Вандомуа и Дюнуа. Парижский парламент зарегистрировал это назначение 8 апреля 1645.
Был государственным советником; 10 июля 1645 произведён в генерал-лейтенанты и направлен в Нидерланды в армию герцога Орлеанского и маршалов Гасьона и Ранцау. Овладел фортами, защищавшими проход Ла-Кольм, после чего участвовал во взятии Касселя, Мардика, Линка и Бурбура.
Генерал-лейтенант во Фландрской армии Месье в 1646 году и у герцога Энгиенского во время осады Куртре; провёл в осадный лагерь крупный конвой. Командуя арьергардом, был атакован противником, проходя дефиле, но одержал победу, взяв в плен нескольких офицеров. Служил при осаде Берга, отвоевании Мардика, Фюрна и Дюнкерка.
В апреле 1647 передал кавалерийский полк своему сыну. 1 мая был направлен во Фландрскую армию маршалов Гасьона и Ранцау, участвовал в завоевании Диксмёйде, Ла-Басе и Ланса. 23 марта 1648 назначен во Фландрскую армию принца Конде; засыпал ров при осаде Ипра, в битве при Лансе командовал кавалерией, поддержавшей левое крыло. Служил в войсках графа д’Аркура в Нормандии (30.01.1649), затем под его же командованием во Фландрской армии (18.06.1649). Участвовал в осаде и взятии Конде; вновь принял командование полком после смерти сына.
Во время Фронды 21 января 1650 назначен командующим в Ниверне, Бурбонне и Оверни, а с 27 июля в Дьепе и в Нормандии. 3 января 1651 в Париже по настоянию Гастона Орлеанского был произведён в маршалы Франции, зарегистрирован в этом качестве Парламентом 3 марта и записан в Коннетаблии 13 апреля 1658. Именовался маршалом Этампом. 28 февраля 1651 был назначен почётным советником всех парламентов и верховных судов. 27 мая снова сложил командование полком.
31 декабря 1661 был пожалован Людовиком XIV в рыцари орденов короля. В феврале 1666 отставлен от должности генерального наместника Орлеанне.

## Семья
Жена (27.05.1610): Катрин Бланш де Шуазёль (1599—17.10.1673), первая придворная дама герцогини Орлеанской, дочь Шарля де Шуазёля, маркиза де Пралена, и Клод де Казийяк
Дети:
- Франсуа (19.04.1618—03.1667), маркиз де Мони, лейтенант роты жандармов Гастона Орлеанского и его первый конюший. Жена: Шарлотта Брюлар, дочь Пьера Брюлара, маркиза де Сийери, государственного секретаря, и Шарлотты д’Этамп-Валансе
- Роже, аббат Божанси, граф и каноник Сен-Жан-де-Лиона
- Луи (ум. ок. 1642), сеньор де Сальбри. Командовал кавалерийским полком в Лотарингии
- Схоластика, монахиня в аббатстве Нотр-Дам-де-Труа
- Мари, монахиня в аббатстве Нотр-Дам-де-Труа
- Франсуаза-Анжелика (6.10.1633—?), монахиня в аббатстве Нотр-Дам-де-Труа
- Анн-Диана (ум. ребёнком)